# Островой, Сергей Григорьевич
Сергей Григорьевич Острово́й (24 августа [6 сентября] 1911, Ново-Николаевск, Томская губерния — 3 декабря 2005, Москва) — русский советский поэт, репортёр, поэт-песенник.

## Биография
Родился 24 августа (6 сентября) 1911 год в Новониколаевске (ныне Новосибирск) в мещанской еврейской семье. Отец, ставший впоследствии владельцем небольшой лавки, был таёжником-промысловиком, занимался скупкой и реализацией пушнины, к увлечению сына литературой относился неодобрительно — был ярым противником книг и считал чтение пустой тратой времени. Книги в семье использовались главным образом для изготовления пыжей.
В школьном возрасте, пришедшемся на становление советской власти и годы НЭПа, Сергей активно сотрудничал в школьной газете — писал стихи и фельетоны. В 1929 году после окончания девяти классов переехал в Томск и начал работать репортёром газеты «Красное знамя».
В 1931 году приехал в Москву, где работал в журнале «30 дней» и газете «Гудок».
Стихи начал регулярно публиковать в 1934 году (газеты «Комсомольская правда», «Пионерская правда», «Красная звезда»). Уже в 1935 году вышел сборник стихов-песен Острового, а в 1937 году — «Стихи».
Участник Великой Отечественной войны, 5 июля 1941 года ушёл добровольцем в народное ополчение, служил в редакции армейской газеты «На врага» 31-й армии и в должности начальника дивизионного клуба. Службу завершил 20 декабря 1945 года в резерве политотдела Группы советских оккупационных войск в Германии в звании капитана. Член ВКП(б) с 1949 года.
Наибольшую славу приобрёл как поэт-песенник. Сотрудничал с композиторами В. Лавриненко, А. Островским, С. Туликовым, Д. Тухмановым, М. Фрадкиным, Э. Ханком, и др. На его стихи написаны такие песни, как «Наливались тополи», «В путь-дорожку дальнюю», «У деревни Крюково», «Есть на Волге город», «Жди солдата», «Зима (Потолок ледяной, дверь скрипучая…)», «Песня остаётся с человеком», «Солдатка», «Гуцулочка», «Песня о моей любви», «Ты Россия моя, золотые края» и другие.
Вплоть до последних лет публиковал новые стихи в различных изданиях, в том числе в «Литературной газете».
Председатель Федерации тенниса РСФСР (1969—1988).
Умер 3 декабря 2005 года. Похоронен в колумбарии Донского кладбища (колумб. 21, секц. 6).

## Семья
Был дважды женат. Вторая жена (с 1950 года до конца жизни) — Надежда Николаевна Толстая (в девичестве Пилипас, урождённая Чудинова, 1923—2010), арфистка, заслуженная артистка РСФСР (в первом браке была замужем за композитором Дмитрием Толстым, от этого брака — дети Елена, род. 1944, и Николай, род. 1946).

### Собрание сочинений
- Избранные произведения. В двух томах. [Предисловие С. Поделкова]. — М.: Художественная литература, 1978.
- Собрание сочинений в трёх томах. — М.: Художественная литература, 1985.
  - Т. 1. Стихотворения, 1935—1972: Стихотворения, 1935—1972.
  - Т. 2: Стихотворения, 1972—1984.
  - Т. 3: Стихотворения, 1985; Песни, 1936—1982; Сказки, 1937—1982; Поэмы, 1935—1983.

## Награды и премии
- Государственная премия РСФСР имени М. Горького (1984) — за книгу лирики «Годы…»
- орден «За заслуги перед Отечеством» IV степени (30.5.1997)
- орден Отечественной войны I степени (1.8.1986)
- орден Отечественной войны II степени (16.5.1945)
- орден Дружбы народов
- орден «Знак Почёта»
- медаль «За боевые заслуги» (7.6.1942)